# Trilby

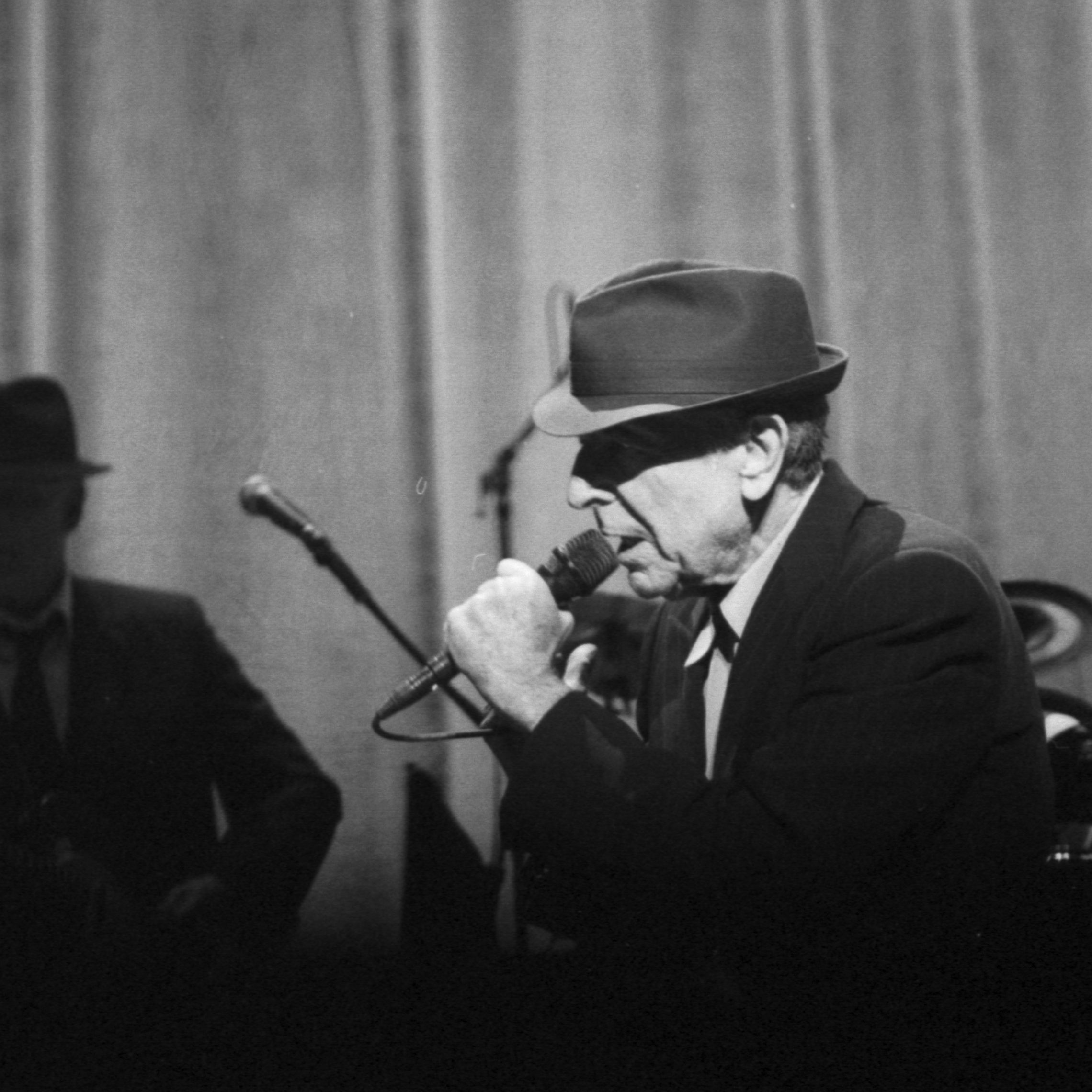
Leonard Cohen vistiendo un trilby.

Un trilby es un sombrero de ala estrecha. El trilby fue primero un sombrero característico de los hombres ricos; a veces denominado «trilby marrón» en Gran Bretaña y frecuente en las carreras de caballos. 
La empresa de sombreros londinense que tradicionalmente comercializaba el trilby lo describía como un «sombrero de ala corta en picado desde atrás hacia adelante», comparado con el fedora, el cual tiene un «ala más ancha que el trilby». El trilby también tiene una copa ligeramente más baja que el diseño típico del fedora.

## Historia
El nombre del sombrero deriva de la adaptación teatral de la novela Trilby de George du Maurier en 1894. El protagonista llevó un sombrero de este estilo en la primera producción de Londres y empezó a apodarse «sombrero trilby».  
Su forma es bastante similar a la del sombrero tirolés.

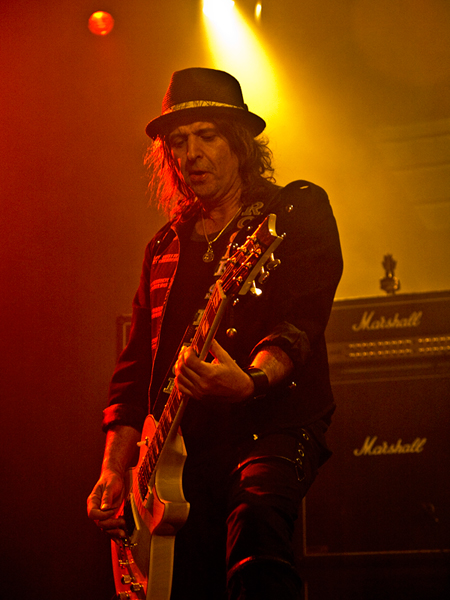
Phil Campbell con un sombrero trilby.

Tradicionalmente el sombrero estaba hecho de fieltro y pelo de conejo, pero ahora suelen hacerse de otros materiales, como tejido sintético, paja, algodón, lana y nailon. El sombrero alcanzó su cénit de popularidad en los años 1960; los automóviles americanos de la época hacían imposible llevar sombreros de copa alta para conducir. Su popularidad se vio mermada en los 1970, cuando los hombres empezaron a dejar de usar sombreros y la moda pasó a basarse en el peinado.
El sombrero volvió a resurgir en la década de 1980, cuando se comercializó como tendencia de moda retro para hombres y mujeres.

## En la cultura popular
Frank Sinatra solía vestir sombreros trilby, de hecho hay un diseño de marca que tiene su nombre. El poeta jamaicano Linton Kwesi Johnson, también usaba un trilby durante sus actuaciones. Peter Sellers interpretando al Inspector Clouseau llevaba un trilby, así como Herbert Johnson en El nuevo caso del inspector Clouseau (1964) de Blake Edwards, segunda entrega de su saga de La Pantera Rosa; el trilby empezó a verse fabricado de tejido sintético en las películas posteriores. El Inspector Gadget también lleva un sombrero trilby.